# V-League 2018-2019 (maschile)
La V-League 2018-2019, 15ª edizione della massima serie del campionato sudcoreano di pallavolo maschile, si è svolta dal 13 ottobre 2018 al 26 marzo 2019: al torneo hanno partecipato 7 squadre di club sudcoreane e la vittoria finale è andata per la quarta volta agli Hyundai Skywalkers.

## Regolamento

### Formula
La competizione prevede che le sette squadre partecipanti prendano parte a una regular season composta da sei round, per un totale di trentasei incontri ciascuna:
- la prima classificata accede direttamente alla finale dei play-off scudetto, giocata al meglio delle cinque gare;
- la seconda e la terza classificata accedono alla semifinale dei play-off scudetto, giocandosi l'accesso in finale al meglio delle tre gare;
- la terza e la quarta classificata, in caso di distacco compreso o inferiore a 3 punti, accedono ai quarti di finale in gara unica.

### Criteri di classifica
Se il risultato finale è stato di 3-0 o 3-1 sono stati assegnati 3 punti alla squadra vincente e 0 a quella sconfitta, se il risultato finale è stato di 3-2 sono stati assegnati 2 punti alla squadra vincente e 1 a quella sconfitta.
L'ordine del posizionamento in classifica è stato definito in base a:
- Punti;
- Numero di partite vinte;
- Ratio dei set vinti/persi;
- Ratio dei punti realizzati/subiti.

## Squadre partecipanti
| Club               | Stagione | Città     | Impianto              | Stagione precedente       |
| ------------------ | -------- | --------- | --------------------- | ------------------------- |
| Hyundai Skywalkers | Dettagli | Cheonan   | Ryu Gwansun Gymnasium | 2ª in V-League            |
| KB Stars           | Dettagli | Uijeongbu | Uijeongbu Gymnasium   | 4ª in V-League            |
| KEPCO Vixtorm      | Dettagli | Suwon     | Suwon Gymnasium       | 5ª in V-League            |
| Korean Air Jumbos  | Dettagli | Incheon   | Gyeyang Gymnasium     | Campione di Corea del Sud |
| OK Rush & Cash     | Dettagli | Ansan     | Sangnoksu Gymnasium   | 7ª in V-League            |
| Samsung Bluefangs  | Dettagli | Daejeon   | Chungmu Gymnasium     | 3ª in V-League            |
| Woori Card Wibee   | Dettagli | Seul      | Jangchung Gymnasium   | 6ª in V-League            |

## Torneo

### Regular season

#### Risultati
| Primo round |                                        |     |                                   |
|             |                                        |     |                                   |
| 13-10       | Korean Air Jumbos - Hyundai Skywalkers | 3-0 | 27-25, 25-22, 25-23               |
| 14-10       | Samsung Bluefangs - Woori Card Wibee   | 3-1 | 20-25, 25-19, 25-23, 41-39        |
| 15-10       | OK Rush & Cash - KEPCO Vixtorm         | 3-1 | 21-25, 32-30, 25-19, 25-21        |
| 16-10       | KB Stars - Korean Air Jumbos           | 0-3 | 18-25, 22-25, 26-28               |
| 18-10       | Woori Card Wibee - OK Rush & Cash      | 1-3 | 20-25, 25-23, 19-25, 20-25        |
| 19-10       | Korean Air Jumbos - KEPCO Vixtorm      | 3-1 | 25-18, 25-23, 27-29, 25-14        |
| 20-10       | Hyundai Skywalkers - Samsung Bluefangs | 3-1 | 22-25, 25-18, 25-22, 26-24        |
| 21-10       | OK Rush & Cash - KB Stars              | 3-1 | 17-25, 25-22, 25-16, 27-18        |
| 22-10       | Woori Card Wibee - Korean Air Jumbos   | 0-3 | 23-25, 17-25, 19-25               |
| 23-10       | Samsung Bluefangs - KEPCO Vixtorm      | 3-1 | 23-25, 25-19, 25-22, 25-23        |
| 25-10       | KB Stars - Woori Card Wibee            | 3-1 | 25-20, 25-15, 31-33, 25-18        |
| 26-10       | OK Rush & Cash - Hyundai Skywalkers    | 0-3 | 17-25, 27-29, 19-25               |
| 27-10       | Korean Air Jumbos - Samsung Bluefangs  | 3-1 | 22-25, 28-26, 25-20, 25-20        |
| 28-10       | KEPCO Vixtorm - KB Stars               | 1-3 | 19-25, 25-22, 18-25, 19-25        |
| 29-10       | Hyundai Skywalkers - Woori Card Wibee  | 0-3 | 23-25, 22-25, 23-25               |
| 30-10       | Samsung Bluefangs - OK Rush & Cash     | 0-3 | 27-29, 27-29, 20-25               |
| 01-11       | KEPCO Vixtorm - Hyundai Skywalkers     | 2-3 | 18-25, 14-25, 25-18, 25-19, 10-15 |
| 02-11       | KB Stars - Samsung Bluefangs           | 2-3 | 23-25, 25-20, 29-27, 20-25, 8-15  |
| 03-11       | OK Rush & Cash - Korean Air Jumbos     | 3-2 | 25-27, 23-25, 25-13, 25-19, 15-12 |
| 04-11       | Woori Card Wibee - KEPCO Vixtorm       | 3-0 | 25-23, 25-18, 25-17               |
| 05-11       | Hyundai Skywalkers - KB Stars          | 3-0 | 28-26, 25-20, 25-15               |

| Secondo round |                                        |     |                                   |
|               |                                        |     |                                   |
| 06-11         | OK Rush & Cash - Samsung Bluefangs     | 3-1 | 26-28, 25-22, 25-21, 25-20        |
| 08-11         | KEPCO Vixtorm - Korean Air Jumbos      | 2-3 | 19-25, 25-18, 25-23, 20-25, 14-16 |
| 09-11         | Woori Card Wibee - Hyundai Skywalkers  | 2-3 | 25-21, 21-25, 30-28, 9-25, 16-18  |
| 10-11         | Samsung Bluefangs - KB Stars           | 3-0 | 30-28, 25-12, 25-23               |
| 11-11         | OK Rush & Cash - Korean Air Jumbos     | 0-3 | 21-25, 21-25, 18-25               |
| 12-11         | Woori Card Wibee - KEPCO Vixtorm       | 3-0 | 29-27, 25-14, 25-20               |
| 13-11         | Samsung Bluefangs - Hyundai Skywalkers | 3-2 | 23-25, 15-25, 25-18, 25-23, 15-13 |
| 15-11         | KB Stars - KEPCO Vixtorm               | 3-1 | 25-23, 18-25, 25-16, 25-15        |
| 16-11         | Hyundai Skywalkers - Korean Air Jumbos | 1-3 | 25-19, 17-25, 20-25, 23-25        |
| 17-11         | Woori Card Wibee - OK Rush & Cash      | 3-1 | 20-25, 29-27, 25-20, 25-15        |
| 18-11         | KEPCO Vixtorm - Samsung Bluefangs      | 2-3 | 16-25, 25-22, 22-25, 26-24, 13-15 |
| 19-11         | Korean Air Jumbos - KB Stars           | 3-1 | 22-25, 25-19, 25-21, 25-21        |
| 20-11         | Hyundai Skywalkers - OK Rush & Cash    | 3-2 | 25-19, 25-22, 22-25, 23-25, 15-7  |
| 22-11         | Woori Card Wibee - Samsung Bluefangs   | 2-3 | 25-18, 25-21, 19-25, 17-25, 13-15 |
| 23-11         | KB Stars - Hyundai Skywalkers          | 2-3 | 25-20, 15-25, 33-35, 25-19, 13-15 |
| 24-11         | OK Rush & Cash - KEPCO Vixtorm         | 3-0 | 25-17, 25-21, 25-18               |
| 25-11         | Samsung Bluefangs - Korean Air Jumbos  | 0-3 | 18-25, 21-25, 17-25               |
| 26-11         | Woori Card Wibee - KB Stars            | 3-0 | 27-25, 25-20, 25-22               |
| 27-11         | Hyundai Skywalkers - KEPCO Vixtorm     | 3-2 | 23-25, 27-25, 25-20, 23-25, 15-12 |
| 29-11         | Korean Air Jumbos - Woori Card Wibee   | 2-3 | 30-28, 25-16, 21-25, 23-25, 13-15 |
| 30-11         | KB Stars - OK Rush & Cash              | 1-3 | 25-16, 22-25, 21-25, 14-25        |

| Terzo round |                                        |     |                                   |
|             |                                        |     |                                   |
| 01-12       | KEPCO Vixtorm - Hyundai Skywalkers     | 1-3 | 18-25, 25-18, 23-25, 17-25        |
| 02-12       | Samsung Bluefangs - Woori Card Wibee   | 1-3 | 22-25, 23-25, 25-16, 21-25        |
| 03-12       | KB Stars - Korean Air Jumbos           | 1-3 | 30-28, 19-25, 23-25, 22-25        |
| 04-12       | OK Rush & Cash - Hyundai Skywalkers    | 0-3 | 23-25, 21-25, 19-25               |
| 06-12       | Korean Air Jumbos - Samsung Bluefangs  | 1-3 | 23-25, 25-17, 22-25, 22-25        |
| 07-12       | KEPCO Vixtorm - OK Rush & Cash         | 0-3 | 13-25, 20-25, 17-25               |
| 08-12       | Hyundai Skywalkers - KB Stars          | 3-0 | 25-16, 25-19, 25-22               |
| 09-12       | Woori Card Wibee - Korean Air Jumbos   | 2-3 | 25-14, 25-23, 18-25, 20-25, 10-15 |
| 10-12       | Samsung Bluefangs - KEPCO Vixtorm      | 3-1 | 31-29, 25-23, 20-25, 25-23,       |
| 11-12       | OK Rush & Cash - KB Stars              | 1-3 | 24-26, 26-28, 30-28, 23-25        |
| 13-12       | Korean Air Jumbos - Hyundai Skywalkers | 3-1 | 16-25, 25-18, 25-21, 28-26,       |
| 14-12       | KEPCO Vixtorm - Woori Card Wibee       | 2-3 | 22-25, 25-23, 21-25, 31-29, 11-15 |
| 15-12       | KB Stars - Samsung Bluefangs           | 2-3 | 26-24, 21-25, 18-25, 26-24, 8-15  |
| 16-12       | Korean Air Jumbos - OK Rush & Cash     | 1-3 | 27-29, 25-17, 21-25, 20-25        |
| 17-12       | Hyundai Skywalkers - Woori Card Wibee  | 3-0 | 25-18, 25-16, 25-12               |
| 18-12       | KEPCO Vixtorm - KB Stars               | 3-2 | 25-23, 20-25, 25-14, 27-29, 15-9  |
| 20-12       | OK Rush & Cash - Woori Card Wibee      | 2-3 | 23-25, 19-25, 25-15, 25-21, 13-15 |
| 21-12       | Hyundai Skywalkers - Samsung Bluefangs | 3-1 | 21-25, 25-23, 25-23, 30-28        |
| 22-12       | Korean Air Jumbos - KEPCO Vixtorm      | 3-1 | 25-21, 25-10, 22-25, 25-18        |
| 23-12       | KB Stars - Woori Card Wibee            | 1-3 | 25-21, 22-25, 14-25, 20-25        |
| 24-12       | Samsung Bluefangs - OK Rush & Cash     | 3-0 | 28-26, 25-18, 25-23               |

| Quarto round |                                        |     |                                   |
|              |                                        |     |                                   |
| 25-12        | KEPCO Vixtorm - Korean Air Jumbos      | 2-3 | 25-22, 14-25, 26-24, 19-25, 8-15  |
| 27-12        | Samsung Bluefangs - Hyundai Skywalkers | 3-1 | 23-25, 29-27, 25-23, 25-21        |
| 28-12        | OK Rush & Cash - Woori Card Wibee      | 0-3 | 19-25, 16-25, 17-25               |
| 29-12        | Korean Air Jumbos - KB Stars           | 2-3 | 22-25, 25-23, 23-25, 25-12, 12-15 |
| 30-12        | Hyundai Skywalkers - KEPCO Vixtorm     | 3-0 | 25-22, 25-19, 25-14               |
| 31-12        | Woori Card Wibee - Samsung Bluefangs   | 3-1 | 25-21, 25-18, 24-26, 25-22        |
| 01-01        | KB Stars - OK Rush & Cash              | 3-0 | 25-20, 25-21, 25-20               |
| 03-01        | Woori Card Wibee - Hyundai Skywalkers  | 2-3 | 23-25, 26-24, 25-17, 22-25, 7-15  |
| 04-01        | Samsung Bluefangs - Korean Air Jumbos  | 2-3 | 25-22, 27-25, 23-25, 21-25, 11-15 |
| 05-01        | KB Stars - KEPCO Vixtorm               | 3-2 | 21-25, 23-25, 26-24, 25-21, 15-9  |
| 06-01        | Hyundai Skywalkers - OK Rush & Cash    | 3-2 | 25-21, 20-25, 30-32, 26-24, 15-11 |
| 07-01        | Korean Air Jumbos - Woori Card Wibee   | 3-2 | 22-25, 19-25, 25-22, 26-24, 15-10 |
| 08-01        | Samsung Bluefangs - KB Stars           | 3-1 | 25-20, 25-17, 29-31, 25-14        |
| 10-01        | Hyundai Skywalkers - Korean Air Jumbos | 3-1 | 29-27, 25-13, 22-25, 25-20        |
| 11-01        | OK Rush & Cash - Samsung Bluefangs     | 3-0 | 25-20, 28-26, 25-20               |
| 12-01        | KEPCO Vixtorm - Woori Card Wibee       | 0-3 | 21-25, 19-25, 16-25               |
| 13-01        | KB Stars - Hyundai Skywalkers          | 1-3 | 27-29, 25-23, 31-33, 23-25        |
| 14-01        | Korean Air Jumbos - OK Rush & Cash     | 2-3 | 25-16, 26-28, 22-25, 25-18, 11-15 |
| 15-01        | KEPCO Vixtorm - Samsung Bluefangs      | 0-3 | 21-25, 19-25, 23-25               |
| 17-01        | Woori Card Wibee - KB Stars            | 3-0 | 25-21, 27-25, 25-19               |
| 18-01        | KEPCO Vixtorm - OK Rush & Cash         | 3-1 | 25-21, 25-20, 21-25, 25-20        |

| Quinto round |                                        |     |                                   |
|              |                                        |     |                                   |
| 24-01        | Woori Card Wibee - KEPCO Vixtorm       | 3-0 | 25-22, 25-22, 25-23               |
| 25-01        | KB Stars - Korean Air Jumbos           | 3-2 | 20-25, 31-29, 12-25, 25-20, 15-13 |
| 26-01        | Samsung Bluefangs - OK Rush & Cash     | 2-3 | 25-20, 20-25, 23-25, 25-14, 10-15 |
| 27-01        | Hyundai Skywalkers - Woori Card Wibee  | 0-3 | 20-25, 22-25, 21-25               |
| 28-01        | KEPCO Vixtorm - KB Stars               | 2-3 | 23-25, 25-14, 14-25, 27-25, 9-15  |
| 29-01        | OK Rush & Cash - Korean Air Jumbos     | 1-3 | 21-25, 25-16, 20-25, 21-25        |
| 31-01        | Hyundai Skywalkers - Samsung Bluefangs | 3-0 | 25-23, 27-25, 25-16               |
| 01-02        | KEPCO Vixtorm - OK Rush & Cash         | 0-3 | 23-25, 18-25, 20-25               |
| 02-02        | KB Stars - Woori Card Wibee            | 0-3 | 15-25, 25-27, 23-25               |
| 03-02        | Korean Air Jumbos - Hyundai Skywalkers | 2-3 | 25-19, 23-25, 19-25, 25-13, 13-15 |
| 04-02        | Samsung Bluefangs - KEPCO Vixtorm      | 3-0 | 26-24, 25-19, 25-20               |
| 05-02        | OK Rush & Cash - KB Stars              | 0-3 | 26-28, 18-25, 24-26               |
| 06-02        | Woori Card Wibee - Korean Air Jumbos   | 0-3 | 23-25, 19-25, 20-25               |
| 07-02        | KEPCO Vixtorm - Hyundai Skywalkers     | 3-0 | 25-20, 25-23, 25-20               |
| 08-02        | KB Stars - Samsung Bluefangs           | 3-1 | 26-24, 25-20, 22-25, 25-18        |
| 09-02        | Woori Card Wibee - OK Rush & Cash      | 3-1 | 25-23, 25-22, 19-25, 25-15        |
| 10-02        | Korean Air Jumbos - KEPCO Vixtorm      | 3-2 | 25-22, 25-13, 18-25, 21-25, 17-15 |
| 11-02        | Hyundai Skywalkers - KB Stars          | 1-3 | 22-25, 25-23, 22-25, 20-25        |
| 12-02        | Samsung Bluefangs - Woori Card Wibee   | 1-3 | 17-25, 25-23, 18-25, 15-25        |
| 14-02        | OK Rush & Cash - Hyundai Skywalkers    | 0-3 | 26-28, 18-25, 21-25               |
| 15-02        | Korean Air Jumbos - Samsung Bluefangs  | 3-2 | 25-23, 19-25, 21-25, 25-16, 15-12 |

| Sesto round |                                        |     |                                   |
|             |                                        |     |                                   |
| 16-02       | KEPCO Vixtorm - Woori Card Wibee       | 3-2 | 25-21, 20-25, 17-25, 25-21, 15-13 |
| 17-02       | KB Stars - OK Rush & Cash              | 3-2 | 17-25, 18-25, 27-25, 25-21, 17-15 |
| 18-02       | Hyundai Skywalkers - Korean Air Jumbos | 0-3 | 20-25, 19-25, 26-28               |
| 19-02       | KEPCO Vixtorm - Samsung Bluefangs      | 0-3 | 19-25, 22-25, 17-25               |
| 21-02       | Woori Card Wibee - KB Stars            | 1-3 | 25-21, 18-25, 21-25, 22-25        |
| 22-02       | Samsung Bluefangs - Korean Air Jumbos  | 1-3 | 16-25, 21-25, 25-19, 15-25        |
| 23-02       | Hyundai Skywalkers - KEPCO Vixtorm     | 3-0 | 28-26, 25-21, 25-16               |
| 24-02       | OK Rush & Cash - Woori Card Wibee      | 3-1 | 27-25, 16-25, 25-23, 25-21        |
| 25-02       | Korean Air Jumbos - KB Stars           | 3-1 | 25-21, 27-25, 23-25, 25-18        |
| 26-02       | Samsung Bluefangs - Hyundai Skywalkers | 1-3 | 26-24, 16-25, 19-25, 16-25        |
| 28-02       | KB Stars - KEPCO Vixtorm               | 3-1 | 25-15, 25-18, 22-25, 25-23        |
| 01-03       | Hyundai Skywalkers - OK Rush & Cash    | 3-0 | 25-19, 25-17, 25-20               |
| 02-03       | Woori Card Wibee - Samsung Bluefangs   | 0-3 | 20-25, 18-25, 16-25,              |
| 03-03       | KEPCO Vixtorm - Korean Air Jumbos      | 1-3 | 27-29, 25-20, 20-25, 19-25        |
| 04-03       | KB Stars - Hyundai Skywalkers          | 3-2 | 27-29, 21-25, 25-23, 34-32, 15-10 |
| 05-03       | OK Rush & Cash - Samsung Bluefangs     | 1-3 | 20-29, 16-20, 25-19, 17-25        |
| 07-03       | Korean Air Jumbos - Woori Card Wibee   | 3-0 | 25-19, 28-26, 25-21               |
| 08-03       | OK Rush & Cash - KEPCO Vixtorm         | 3-0 | 25-18, 25-22, 25-16               |
| 09-03       | Samsung Bluefangs - KB Stars           | 3-0 | 25-23, 27-25, 25-23               |
| 10-03       | Woori Card Wibee - Hyundai Skywalkers  | 3-2 | 25-16, 23-25, 25-16, 20-25, 15-6  |
| 11-03       | Korean Air Jumbos - OK Rush & Cash     | 2-3 | 25-22, 25-19, 13-25, 15-25, 9-15  |

#### Classifica
| Pos. | Squadra            | Pt | G  | V  | P  | SV | SP  | Ratio | PF    | PS    | Ratio |
| ---- | ------------------ | -- | -- | -- | -- | -- | --- | ----- | ----- | ----- | ----- |
| 1.   | Korean Air Jumbos  | 75 | 36 | 25 | 11 | 92 | 58  | 1,586 | 3 405 | 3 170 | 1,074 |
| 2.   | Hyundai Skywalkers | 70 | 36 | 25 | 11 | 85 | 55  | 1,545 | 3 247 | 3 050 | 1,065 |
| 3.   | Woori Card Wibee   | 62 | 36 | 20 | 16 | 77 | 62  | 1,242 | 3 122 | 3 056 | 1,022 |
| 4.   | Samsung Bluefangs  | 55 | 36 | 19 | 17 | 73 | 68  | 1,074 | 3 206 | 3 189 | 1,005 |
| 5.   | OK Rush & Cash     | 51 | 36 | 17 | 19 | 65 | 72  | 0,903 | 3 064 | 3 080 | 0,995 |
| 6.   | KB Stars           | 46 | 36 | 16 | 20 | 64 | 80  | 0,800 | 3 282 | 3 402 | 0,965 |
| 7.   | KEPCO Vixtorm      | 19 | 36 | 4  | 32 | 40 | 101 | 0,396 | 2 917 | 3 298 | 0,884 |

      Qualificata alla finale play-off scudetto.
      Qualificata alle semifinali play-off scudetto.

### Play-off scudetto
|  | Semifinali | Semifinali         | Semifinali | Semifinali         | Semifinali |   |   | Finale | Finale            | Finale | Finale | Finale | Finale | Finale |  |
|  |            |                    |            |                    |            |   |   |        |                   |        |        |        |        |        |  |
|  |            |                    |            |                    |            |   |   | 1      | Korean Air Jumbos | 2      | 2      | 1      |        |        |  |
|  |            |                    |            |                    |            |   |   | 1      | Korean Air Jumbos | 2      | 2      | 1      |        |        |  |
|  |            |                    | 2          | Hyundai Skywalkers | 3          | 3 | 3 |        |                   |        |        |        |        |        |  |
|  | 2          | Hyundai Skywalkers | 2          | Hyundai Skywalkers | 3          | 3 | 3 | 3      | 3                 |        |        |        |        |        |  |
|  | 2          | Hyundai Skywalkers |            |                    |            |   |   |        |                   |        |        |        |        |        |  |
|  | 3          | Woori Card Wibee   | 2          | 0                  |            |   |   |        |                   |        |        |        |        |        |  |

#### Semifinale
| Gara 1 |                                       |     |                                   |
|        |                                       |     |                                   |
| 16-03  | Hyundai Skywalkers - Woori Card Wibee | 3-2 | 20-15, 25-21, 25-12, 23-25, 16-14 |

| Gara 2 |                                       |     |                     |
|        |                                       |     |                     |
| 18-03  | Woori Card Wibee - Hyundai Skywalkers | 0-3 | 30-32, 22-25, 12-25 |

#### Finale
| Gara 1 |                                        |     |                                   |
|        |                                        |     |                                   |
| 22-03  | Korean Air Jumbos - Hyundai Skywalkers | 2-3 | 32-30, 18-25, 25-23, 22-25, 10-15 |

| Gara 2 |                                        |     |                                   |
|        |                                        |     |                                   |
| 24-03  | Korean Air Jumbos - Hyundai Skywalkers | 2-3 | 25-27, 22-25, 25-13, 25-21, 13-15 |

| \| Gara 3 \| \| \| \| \| \| \| \| \| \| 26-03 \| Hyundai Skywalkers - Korean Air Jumbos \| 3-1 \| 25-20, 30-32, 25-19, 25-20 \| |                                        |     |                            |
| Gara 3 |                                        |     |                            |
| |                                        |     |                            |
| 26-03 | Hyundai Skywalkers - Korean Air Jumbos | 3-1 | 25-20, 30-32, 25-19, 25-20 |

## Premi individuali
| Premio                    | Giocatore         | Squadra            |
| ------------------------- | ----------------- | ------------------ |
| MVP della Regular Season  | Jung Ji-seok      | Korean Air Jumbos  |
| MVP delle finali play-off | Jeon Kwang-in     | Hyundai Skywalkers |
| MVP dell'All-Star Game    | Seo Jae-duck      | KEPCO Vixtorm      |
| MVP 1º round              | Yosvany Hernández | OK Rush & Cash     |
| MVP 2º round              | Jung Ji-seok      | Korean Air Jumbos  |
| MVP 3º round              | Liberman Agámez   | Woori Card Wibee   |
| MVP 4º round              | Liberman Agámez   | Woori Card Wibee   |
| MVP 5º round              | Felipe Banderó    | KB Stars           |
| MVP 6º round              | Kwak Seung-suk    | Korean Air Jumbos  |
| Miglior allenatore        | Choi Tae-woong    | Hyundai Skywalkers |
| Miglior esordiente        | Hwang Kyung-min   | Woori Card Wibee   |
| Miglior palleggiatore     | Han Sun-soo       | Korean Air Jumbos  |
| Miglior opposto           | Liberman Agámez   | Woori Card Wibee   |
| Miglior schiacciatore     | Jung Ji-seok      | Korean Air Jumbos  |
| Miglior schiacciatore     | Jeon Kwang-in     | Hyundai Skywalkers |
| Miglior centrale          | Shin Yung-suk     | Hyundai Skywalkers |
| Miglior centrale          | Kim Kyu-min       | Korean Air Jumbos  |
| Miglior libero            | Jeong Min-su      | KB Stars           |

## Classifica finale
| Pos                      | Squadra            |
| ------------------------ | ------------------ |
| Corea del Sud (bandiera) | Hyundai Skywalkers |
| 2                        | Korean Air Jumbos  |
| 3                        | Woori Card Wibee   |
| 4                        | Samsung Bluefangs  |
| 5                        | OK Rush & Cash     |
| 6                        | KB Stars           |
| 7                        | KEPCO Vixtorm      |

## Statistiche
| Rendimento individuale | Rendimento individuale | Rendimento individuale | Rendimento individuale |
| Pos.                   | Nome                   | Punti                  | Squadra                |
| ---------------------- | ---------------------- | ---------------------- | ---------------------- |
| 1                      | Liberman Agámez        | 910                    | Woori Card Wibee       |
| 2                      | Krisztián Pádár        | 895                    | Hyundai Skywalkers     |
| 3                      | Thijs ter Horst        | 879                    | Samsung Bluefangs      |
| 4                      | Yosvany Hernández      | 835                    | OK Rush & Cash         |
| 5                      | Mitja Gasparini        | 793                    | Korean Air Jumbos      |
| 6                      | Felipe Banderó         | 775                    | KB Stars               |
| 7                      | Seo Jae-duck           | 637                    | KEPCO Vixtorm          |
| 8                      | Jung Ji-seok           | 607                    | Korean Air Jumbos      |
| 9                      | Park Chul-woo          | 558                    | Samsung Bluefangs      |
| 10                     | Jeon Kwang-in          | 548                    | Hyundai Skywalkers     |

| Attacchi vincenti | Attacchi vincenti | Attacchi vincenti | Attacchi vincenti  |
| Pos.              | Nome              | Punti             | Squadra            |
| ----------------- | ----------------- | ----------------- | ------------------ |
| 1                 | Thijs ter Horst   | 800               | Samsung Bluefangs  |
| 2                 | Liberman Agámez   | 789               | Woori Card Wibee   |
| 3                 | Yosvany Hernández | 697               | OK Rush & Cash     |
| 4                 | Krisztián Pádár   | 696               | Hyundai Skywalkers |
| 5                 | Felipe Banderó    | 692               | KB Stars           |
| 6                 | Mitja Gasparini   | 651               | Korean Air Jumbos  |
| 7                 | Seo Jae-duck      | 559               | KEPCO Vixtorm      |
| 8                 | Jung Ji-seok      | 493               | Korean Air Jumbos  |
| 9                 | Park Chul-woo     | 461               | Samsung Bluefangs  |
| 10                | Jeon Kwang-in     | 444               | Hyundai Skywalkers |

| Muri vincenti | Muri vincenti   | Muri vincenti | Muri vincenti      |
| Pos.          | Nome            | Punti         | Squadra            |
| ------------- | --------------- | ------------- | ------------------ |
| 1             | Krisztián Pádár | 89            | Hyundai Skywalkers |
| 2             | Shin Yung-suk   | 86            | Hyundai Skywalkers |
| 3             | Ji Tae-hwan     | 78            | Samsung Bluefangs  |
| 4             | Kim Kyu-min     | 77            | Korean Air Jumbos  |
| 5             | Kim Jae-hwi     | 68            | Hyundai Skywalkers |
| 6             | Park Sang-ha    | 63            | Samsung Bluefangs  |
| 6             | Yun Bong-woo    | 63            | Woori Card Wibee   |
| 8             | Park Won-bin    | 62            | OK Rush & Cash     |
| 8             | Kim Si-hun      | 62            | Woori Card Wibee   |
| 10            | Ha Hyun-yong    | 61            | KB Stars           |

| Battute vincenti | Battute vincenti  | Battute vincenti | Battute vincenti   |
| Pos.             | Nome              | Punti            | Squadra            |
| ---------------- | ----------------- | ---------------- | ------------------ |
| 1                | Krisztián Pádár   | 110              | Hyundai Skywalkers |
| 2                | Yosvany Hernández | 94               | OK Rush & Cash     |
| 3                | Mitja Gasparini   | 85               | Korean Air Jumbos  |
| 4                | Liberman Agámez   | 69               | Woori Card Wibee   |
| 5                | Jung Ji-seok      | 56               | Korean Air Jumbos  |
| 6                | Park Chul-woo     | 49               | Samsung Bluefangs  |
| 7                | Jo Jae-sung       | 48               | OK Rush & Cash     |
| 8                | Jeon Kwang-in     | 44               | Hyundai Skywalkers |
| 9                | Na Gyeong-bok     | 43               | Woori Card Wibee   |
| 10               | Felipe Banderó    | 41               | KB Stars           |